# Epsilon Sextantis
Epsilon Sextantis (22 Sextantis) é uma estrela na direção da constelação de Sextans. Possui uma ascensão reta de 10h 17m 37.90s e uma declinação de −08° 04′ 08.1″. Sua magnitude aparente é igual a 5.25. Considerando sua distância de 183 anos-luz em relação à Terra, sua magnitude absoluta é igual a 1.51. Pertence à classe espectral F2III.